# Карл Сівелла
Карл «Корк» Сівелла (англ. Carl "Cork" Civella; 28 січня 1910 — 2 жовтня 1994) — американський кримінальний авторитет, лідер «сім'ї» Канзас-Сіті.

## Біографія
Карл Сівелла став лідером сім'ї Канзас-Сіті після смерті свого брата, багаторічного кримінального авторитета Ніколаса Сівелли, після того, як очолив щоденні операції в середині 1970-х років.
Правління Карла на посаді боса Канзас-Сіті було коротким. У 1984 році його та його сина, Ентоні Сівеллу, було засуджено за операції з обкрадання в казино Лас-Вегаса протягом 1970-х років. Карл був засуджений до 10-20 років ув'язнення, ще 10 років додали за не пов'язаним зі справою звинуваченням.
2 жовтня 1994 року Карл Сівелла помер у в'язниці від пневмонії.